# Erich Hückel
Erich Armand Arthur Joseph Hückel (9 de agosto de 1896 - 16 de febrero de 1980) fue un físico y químico físico alemán. Es conocido por dos importantes contribuciones:
- La teoría Debye-Hückel de las soluciones electrolíticas.
- El método Hückel para cálculos semiempíricos de orbitales moleculares (OM) en sistemas con electrones pi.

## Biografía
Hückel nació en Berlín, en el Charlottenburg. Estudió Física y Matemáticas de 1914 a 1921 en la Universidad de Gotinga.
Después de recibir su doctorado se convirtió en ayudante en Gotinga, pero pronto pasó a ser ayudante del físico holandés Peter Debye (1884-1966) en Zúrich. Fue allí donde él y Debye desarrollaron su teoría de las soluciones electrolíticas, aclarando el comportamiento de los electrolitos fuertes y explicando su conductividad teniendo en cuenta las fuerzas interiónicas.
Después de sus estancias en Inglaterra (1928) y Dinamarca (1929), trabajando brevemente con Niels Bohr, Hückel se incorporó a la Universidad de Stuttgart. En 1935 se trasladó a la Universidad Phillips de Marburgo, donde finalmente fue nombrado profesor titular un año antes de su retiro de 1961.

## Reconocimientos
- Miembro extranjero de la Royal Society[3]
- Miembro de la Academia Internacional de Ciencia Cuántica Molecular.[4]

## Eponimia
- Ecuación de Debye-Hückel, relativa a la conductividad eléctrica en soluciones electrolíticas (en colaboración con el físico holandés Peter Debye (1884-1966))